# Новая Александровка (Червонохвыльский сельсовет)
Но́вая Алекса́ндровка (укр. Нова Олександрівка), посёлок, Червонохвыльский сельский совет, Великобурлукский район, Харьковская область.
Код КОАТУУ — 6321485306. Население по переписи 2001 г. составляет 202 (87/115 м/ж) человека.

## Географическое положение
Посёлок Новая Александровка находится в бассейне реки Гнилица.

## История
- 1922 — дата основания.

## Экономика
- В селе есть молочно-товарная ферма.